# Ekenässjöns industrimuseum
Ekenässjöns industrimuseum är ett museum beläget i Ekenässjön utanför Vetlanda. Här visas den permanenta utställningen och modellsamlingen "Ett stänk av nostalgi", bestående av ett 40-tal modeller och uppfinningar.